# 大株粗茎红景天
大株粗茎红景天（学名：Rhodiola wallichiana var. cholaensis）为景天科红景天属下的一个变种。

## 扩展阅读
- 維基物種上的相關：大株粗茎红景天